# Gâteau
Cet article concerne la gastronomie. Pour le mathématicien et son apport en analyse fonctionnelle, voir René Gateaux et Dérivée de Gateaux.

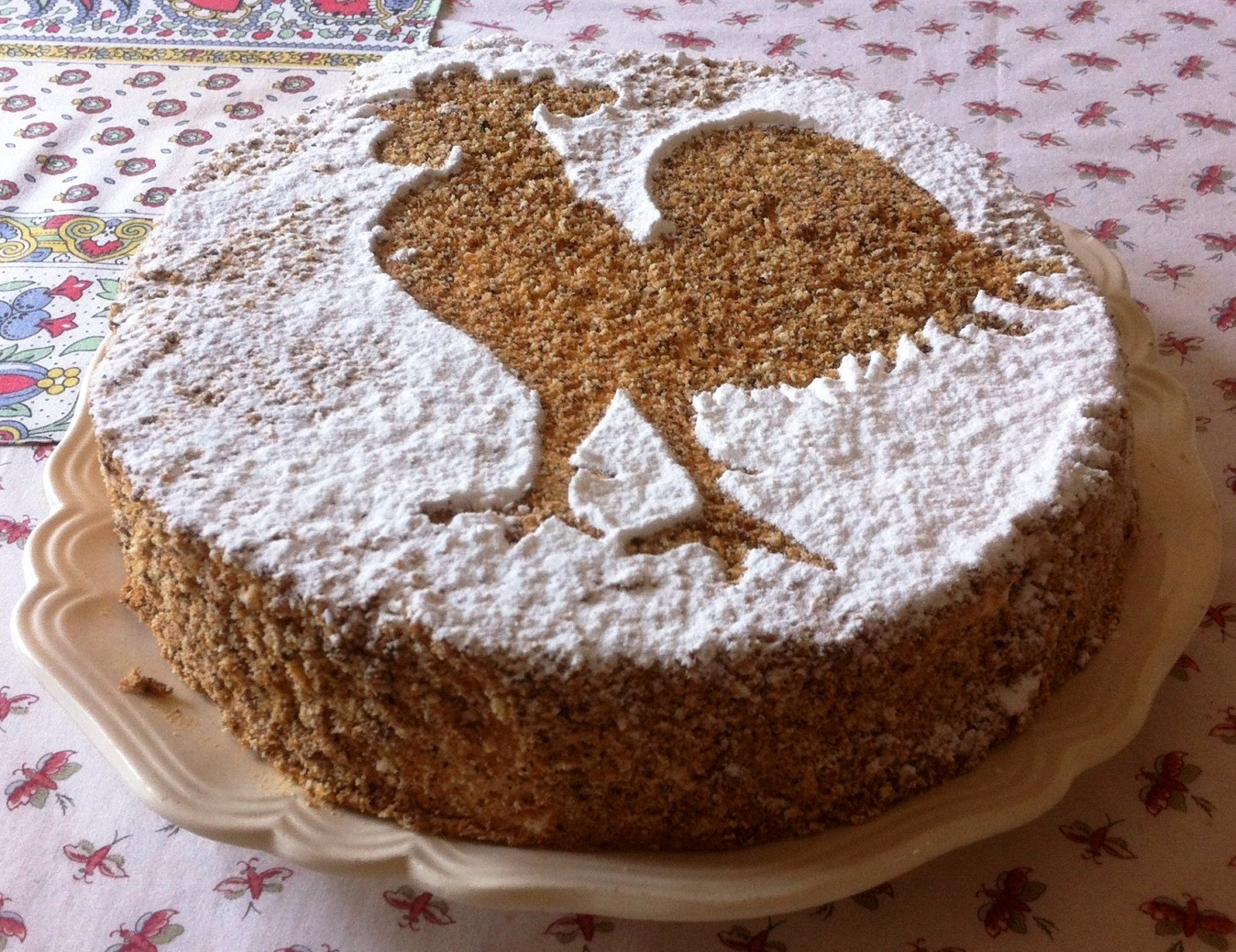
Un chanteclair, gâteau originaire de Toulon, France.

Un gâteau est une pâtisserie préparée à partir d'une pâte sucrée cuite au four généralement dans un moule. Cette pâte est préparée à partir de farine, de beurre et d’œufs. Le gâteau peut être garni de crème, de fruits, de chocolat ou de glaçage. Il se mange au goûter, ou à la fin du repas, au dessert. Le gâteau est généralement de forme ronde, carrée ou rectangulaire et plutôt plate.
En Suisse romande, le terme « gâteau » désigne usuellement toutes les formes de tartes, qu'elles soient sucrées ou salées (comme les quiches), et la définition ci-dessus y apparaît comme typiquement française.

## Origine
Le terme « gâteau » vient du latin wastellum, du francique wastil qui signifie « nourriture ».

## Exemples de types de gâteaux

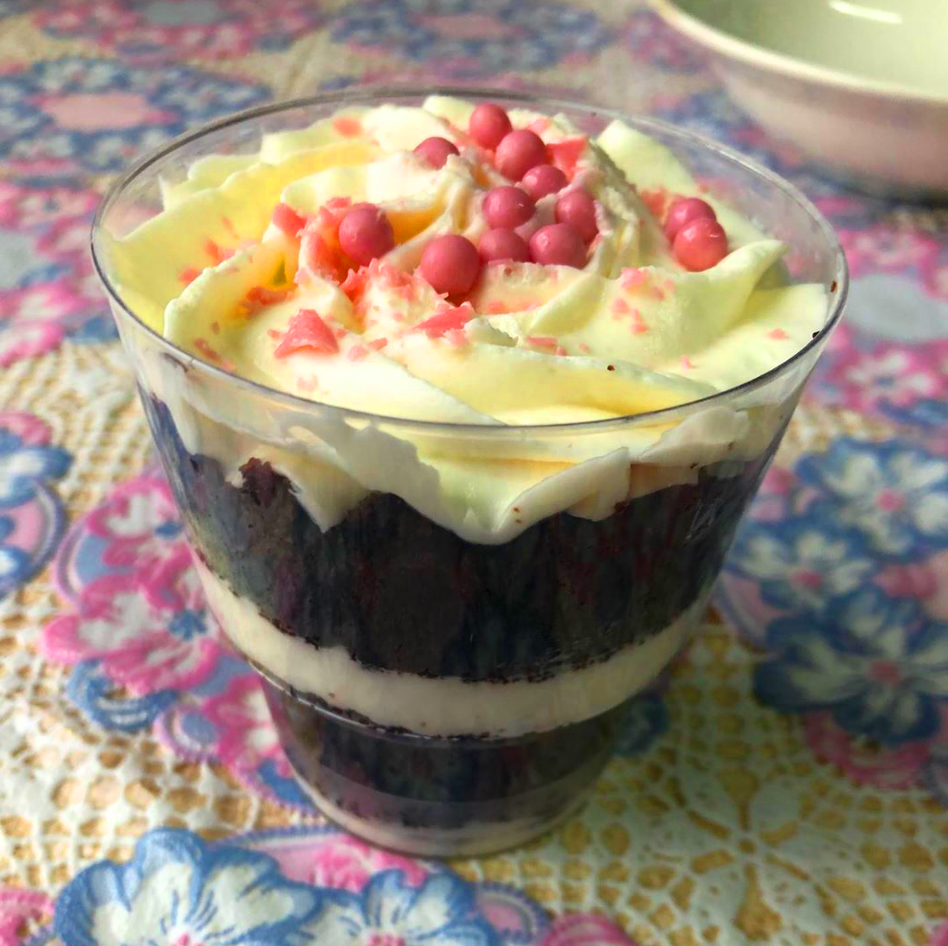
Gâteau éponge

- Biscuit de Savoie[note 1]
- Blechkuchen
- Bras de gitan
- Brownie
- Bûche de Noël
- Cake
- Cannelé
- Charlotte (dessert)
- Gâteau breton
- Gâteau Chanteclair
- Gâteau au chocolat
- Gâteau au yaourt
- Gâteau basque
- Gâteau de Battenberg
- Gâteau battu
- Gâteau aux carottes
- Gâteau crème Boston
- Gâteau forêt noire
- Gâteau au fromage
- Gâteau d'Halloween
- Gâteau marbré
- Gâteau Reine Élisabeth
- Gâteau de riz
- Gâteau roulé
- Génoise
- Madeleine
- Muffin
- Nid d'abeilles
- Pain d'épices
- Quatre-quarts
- Szarlotka
- Tiramisu